# Инцзэ
Инцзэ́ (кит. упр. 迎泽, пиньинь Yíngzé) — район городского подчинения городского округа Тайюань провинции Шаньси (КНР). Район назван по воротам Инцзэмянь в городской стене старого Тайюаня.

## История
В 1950 году был образован 1-й район Тайюаня. В 1954 году он был переименован в Наньчэн (南城区, букв. «Южный город»).
В 1997 году было произведено изменение административно-территориального деления Тайюаня, и на основе района Наньчэн, а также части земель бывшего Южного Пригородного района в 1998 году был образован район Инцзэ.

## Административное деление
Район делится на 6 уличных комитетов и 1 посёлок.